# Абдухаликов, Мирзо Коканбай
Мирзо Коканбай Абдухаликов (узб. Mirzo Qoqonboy Abduxoliqov; 10 сентября 1869 года, Коканд, Российская империя — 1948 год, Самарканд, Узбекская ССР) — среднеазиатский писатель, юрист, переводчик, просветитель, представитель джадидского движения Самарканда, член союза писателей СССР. 

## Биография
Мирзо Коканбай Абдухаликов родился в 1869 году в Коканде в семье самаркандского торговца, который был вынужден покинуть родной город, когда пришли русские войска.
Семья Абдухаликовых вернулась в Самарканд в 1873 году, когда угроза захвата нависла над Кокандом, а за мальчиком закрепилось прозвище Коканбай.
Будущий писатель и юрист получил образование в медресе, владел узбекским, арабским, турецким, персидским, русским языками, за что к его имени Коканбай добавили приставку Мирзо
В 1891 году писатель выезжает в Москву и Петербург чтобы добиться освобождения арестованного российскими властями родственника Мамадаминбая. Находясь в России он изучил российское законодательство в области юриспруденции и добился оправдания родственника. В 1893 году он привез в Самарканд соответствующий документ об освобождении Мамадаминбая.
В 1893 году Коканбаю предлагают поступить на госслужбу на должность переводчика губернатора Самарканда, но по факту связующего звена между российскими властями и местным населением с широкими полномочиями. Параллельно занимается писательской и просветительской деятельностью. Участвует в ликвидации эпидемии холеры, в частности переводит на узбекский и таджикский языки медицинские брошюры. Также активно участвует в просвещении местного населения и внедрении новаторских видов пре принимательской деятельности, в частности перевел книгу о пчеловодстве, ставшей популярной среди дехкан. За свою просветительскую и издательскую деятельность был отмечен властями.
В то же время он переписывается с русскими дипломатами, военными и лингвистами, занимается самообразованием. Завязывает дружбу с председателем местного общества джадидов Бехбуди и другими членами движения, в том числе Чулпаном и Мунавваркори Абдурашидхановым, которые останавливались у него в доме. Мирзо сотрудничает с Бехбуди, а впоследствии входит в состав учредительного комитета библиотеки и исламоведения в Самарканде. В то же время находится в контакте и переписке с видными российскими деятелями интеллигенции, в том числе Остроумовым. Начинает формирование библиотеку русских изданий, выписанных из России.
В процессе работы он знакомится с особенностями политики царизма и колониальной власти в отношении народов Туркестана. В 1916 году он привлекается российскими властями в качестве переводчика к судебному процессу над участниками Джизакского восстания. Абдухаликов выступает в защиту повстанцев, применив свои знания российской юриспруденции спасает жизни 30 джизакцев.
После суда он резко осуждает колониальную политику Российской Империи и его освобождают от госслужбы. После краха царизма и октябрьской революции 1917 года он как специалист в области юриспруденции в 1924 году назначается большевиками старшим судебным следователем Зеравшанского района и переезжает в Бухару, где продолжает работу в юстиции плоть до 1927 года, выполняя функции следователя по особым делам при Народном комиссариате , при этом все это время сохраняя должность переводчика Самаркандского филиала Таджикского государственного издательства и оставаясь просветителем. В 1927 году Мирзо Абдухаликов ушёл со службы, вернулся в Самарканд и сосредоточился на писательской и просветительской деятельности. В 1929 году дочь выходит замуж, уезжает в Душанбе, а Абдухаликов с семьей переезжает вслед за ней. Он поступает на службу в местный «Госиздат», где занимается переводом учебной литературы и стоит у истоков создания первого русско-таджикского словаря.
В 1930 году Коканбай Абдухаликов был оклеветан и заключен в тюрьму, однако спустя 49 дней вышел на свободу. Но уже в начале 1931 года вновь был арестован вместе с  «заговорщиками». Его  отправили в Ташкент. Второй арест Мирзо Коканая  длился 77 дней, и он опять был освобожден и вернулся к писательской деятельности.
В 1935 году Мирзо Коканбай в возрасте 66 лет официально выходит на пенсию. Активно занимается писательской деятельность Именно в те годы из-под пера выходят его самые известные произведения, среди которых мемуары о Джизакском восстании. Во второй половине 1940-х годов здоровье писателя резко ухудшается. На это повлияла гибель на фронтах Великой Отечественной войны внука Муслима в 1945 году. В те годы писатель проживал в Самарканде. Некоторое время соседствовал  с художником Павлом Беньковым, впоследствии нарисовавшем картину «Портрет старика», на которой изображен Мирзо Абдухаликов. Скончался Мирзо Коканбай в своем доме в самаркандской махалле Кошхауз. Абдухаликов в 1948 году в Самарканде и был похоронен на кладбище Шахи-Зинда на почетном для мусульман месте рядом  с мавзолеем Кусам ибн Аббаса.

Мирзо Абдухаликов за работой
Мирзо Абдухаликов с сыновьями
Мирзо Абдухаликов
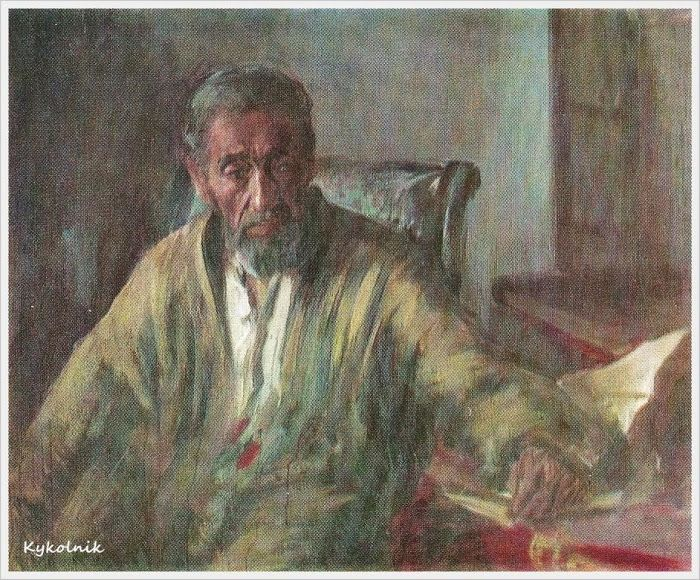
"Портрет старика" Павла Бенькова

## Просветительская деятельность
Согласно исследованию профессора Н. Каримова, опубликованного в журнале «Ойна» («Зеркало»), за время своего знакомства Бехбуди и Мирзо Коканбай сблизились. В частности Мирзо написал рассказ «Бехбуди и Остроумов», в котором рассказал о разногласиях сторон. Отчасти Коканбай стал посредником в установлении взаимопонимания и координации между российскими официальными лицами и представителями национального движения Джадидия. После казни Бехбуди Мирзо Коканбай занимался поисками места захоронения ученого.
В XIX-начале XX вв Мирзо Абдухаликов публикуется в газетах "Зеркало" и "Переводчик". В рамках движения джадизма занимается переводом научно-просветительской литературы. В частности в конце XIX-начале XX века был переведен серии учебников по естествознанию и математике. Во время эпидемии холеры Мирзо перевел на узбекский язык книгу военно-морского врача Петра Щусева под названием «Советы доктора мусульманам», изданной на узбекском и таджикском языках в 1899 году в Петербурге. Получил личную благодарность от самого Щусева. В 1908 году перевел с русского на узбекский язык произведения известного американского пчеловода Л. Л. Лангстрота «Пчела и улей», на тот момент важнейшее пособие для дехкан, решивших развивать в регионе пчеловодство.
Также он перевел с русского на узбекский и таджикский языки «Животный мир» А. Ярынтова, «Вулканы» В. Львова, «Самые важные географические путешествия и открытия» С. Кафтора, «Крайний Север» М. Павлова. В течение 1930-1947 годов он перевел с русского на таджикский язык десятки учебников по химии, ботанике, биологии, зоологии, географии и другим наукам, стоял у истоков создания первого русско-таджикского словаря.
В 1927 году в доме Коканбая состоялась встреча местной интеллигенции с лидером ташкентских просветителей Мунавваркори Абдурашидхановым. Впоследствии в этом доже некоторое время жил Чулпан.

## Писательская деятельность
В те же годы были написаны и увидели свет главные произведения писателя - романы "Намоз", "Горянка", а также труд "Джизакское восстание", основанный на реальных событиях, которые автор видел собственными глазами. Однако "Джизакское восстание" не могло быть издано в годы репрессий Затем изданию романа помешала Вторая мировая война. Не добился Мирзо Коканбай публикации труда и после войны. В итог произведение увидело свет лишь в 2009 году. Также Мирзо Коканбай Абдухаликов написал повести «Истаджон» и «Из конца плети каплет кровь», в которых были отражены пережившие себя методы воспитания.

## Личная жизнь
Женился в 1869 году в браке родились двое сыновей (Абдулло и Аббос) и две дочери (София и ?).В 1916 году женился во второй раз на русской девушке Анне Карповне, с которой прожил до конца её жизни в 1943 году. В 1930 году после смерти жены сына Абдулло усыновил внука Муслима.

## Память
Литературовед Наим Каримов в своем романе «Чулпон» отмечает, что Мирзо Коканбой разделял взгляды и идеи таких просветителей, как Мунаввар Кары и Чулпан. Тесно дружил с Махмуд Ходжой Бехбуди. При жизни писателя его многочисленные работы не были изданы, они сохранились в рукописном виде в папках личного архива. В 2006 году был опубликован и представлен широкому кругу читателей роман «Дочь гор». Публикация стала первым шагом к популяризации литературного наследия писателя, возрождению его имени в таджикской и узбекской прозе 1920-30х годов.
В первом номере газеты "Jadid" была опубликована статья, посвященная Мирзо Абдухаликову авторства генерального прокурора Нигматиллы Юлдашева. Также по поручению Юлдашева в рамках инициативы и поручения президента Мирзиёева об увековечивании памяти джадидов, создается отдел Мирзо Абдухаликова в Музее Генеральной прокуратуры Узбекистана.
Предисловия к книгам Мирзо Абдухаликова написали редактор газеты "Зеравшан" Фармон Тошев и академик Ботирхон Валиходжаев